# Saginaw (Texas)
Saginaw és una població dels Estats Units a l'estat de Texas. Segons el cens del 2009 tenia 19.350 habitants.

## Demografia
Segons el cens del 2000, Saginaw tenia 12.374 habitants, 4.229 habitatges, i 3.450 famílies. La densitat de població era de 637 habitants/km².
Dels 4.229 habitatges en un 47,1% hi vivien nens de menys de 18 anys, en un 65,9% hi vivien parelles casades, en un 11,7% dones solteres, i en un 18,4% no eren unitats familiars. En el 15,1% dels habitatges hi vivien persones soles el 4,3% de les quals corresponia a persones de 65 anys o més que vivien soles. El nombre mitjà de persones vivint en cada habitatge era de 2,93 i el nombre mitjà de persones que vivien en cada família era de 3,26.
Per edats la població es repartia de la següent manera: un 32% tenia menys de 18 anys, un 7,4% entre 18 i 24, un 35% entre 25 i 44, un 20% de 45 a 60 i un 5,7% 65 anys o més.
L'edat mitjana era de 32 anys. Per cada 100 dones de 18 o més anys hi havia 94,3 homes.
La renda mitjana per habitatge era de 55.549$ i la renda mitjana per família de 59.967$. Els homes tenien una renda mitjana de 42.036$ mentre que les dones 27.164$. La renda per capita de la població era de 20.336$. Aproximadament el 5,2% de les famílies i el 6,1% de la població estaven per davall del llindar de pobresa.

## Poblacions més properes
El següent diagrama mostra les poblacions més properes.